# Oroszlános-domb

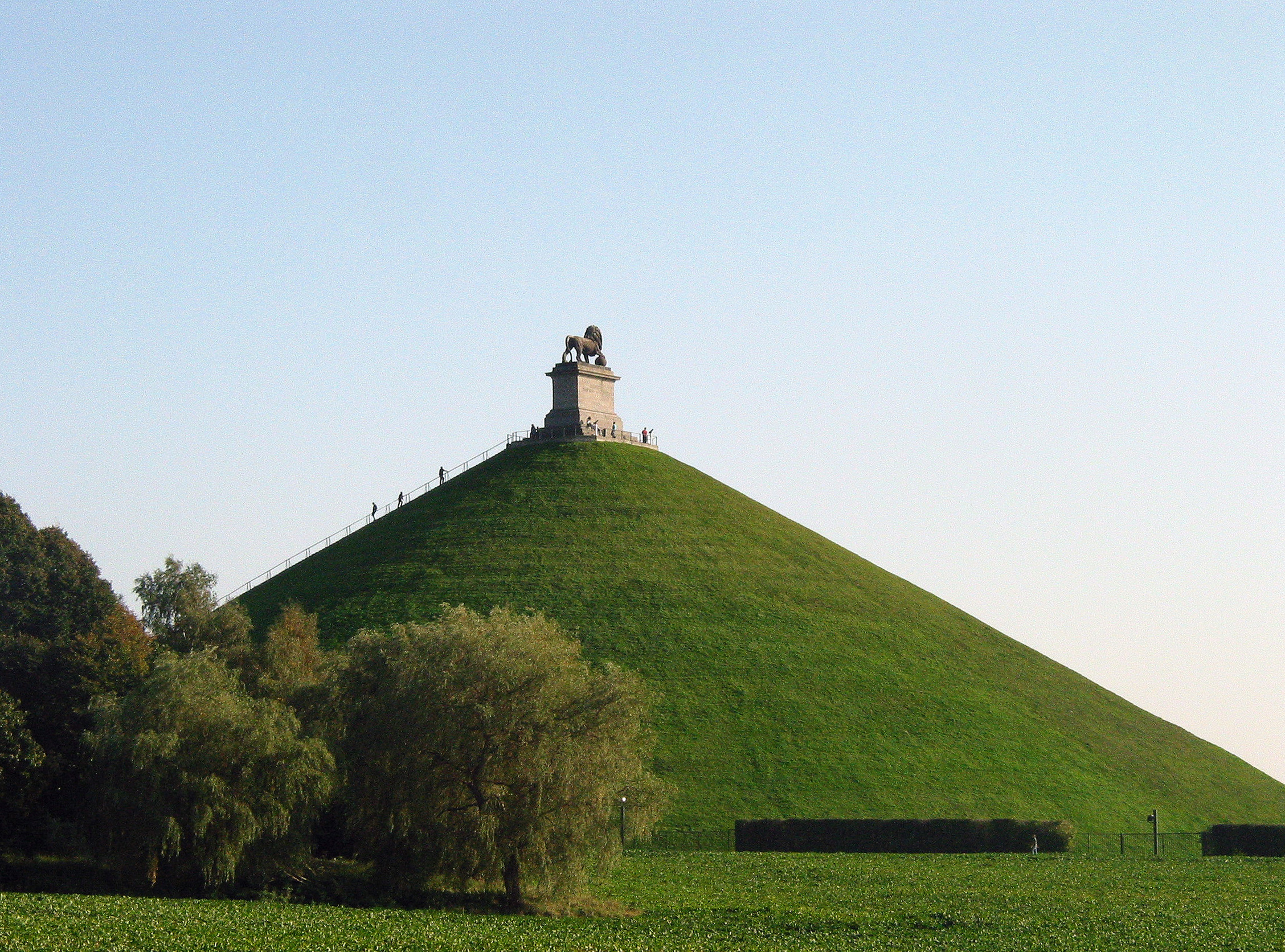
Az Oroszlános-domb

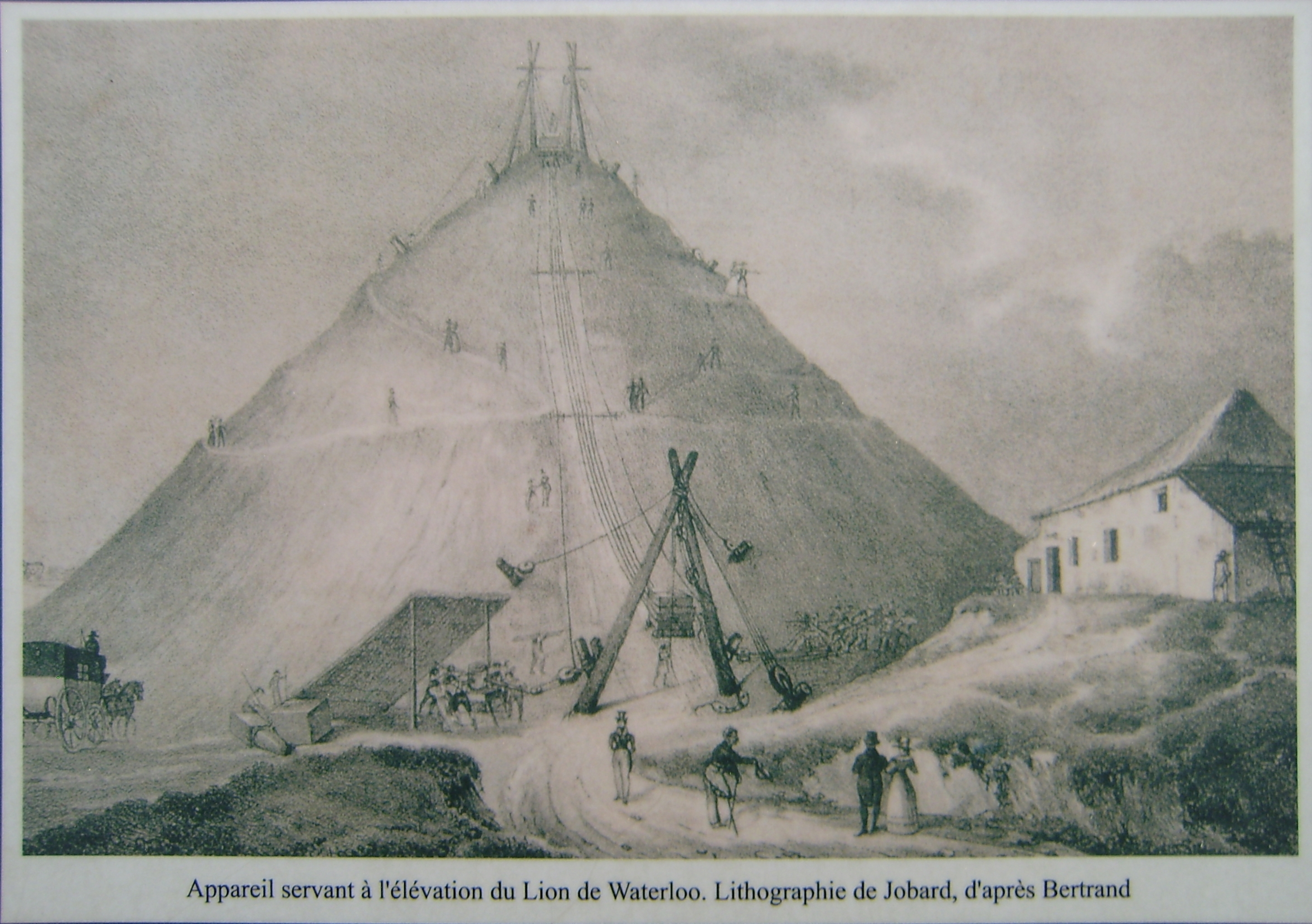
A domb építéséről készült litográfia

Az Oroszlános-domb (franciául: Butte du Lion, hollandul: Leeuw van Waterloo) egy mesterséges domb, amelyenek megépítését I. Vilmos holland király rendelte el 1820-ban, majd 1823 és 1826 novembere között építették a waterlooi csata emlékére. Magassága 43 méter, a csúcsára 226 lépcső vezet fel. A dombtetőn álló 4,45 méter magas és 4,50 méter széles, 28 tonnás oroszlánszobor Jean-François Van Geel (1756–1830) műve.

## Fordítás
- Ez a szócikk részben vagy egészben  a   Lion's Mound című angol Wikipédia-szócikk fordításán alapul.  Az eredeti cikk szerkesztőit annak laptörténete sorolja fel. Ez a jelzés csupán a megfogalmazás eredetét és a szerzői jogokat jelzi, nem szolgál a cikkben szereplő információk forrásmegjelöléseként.
- Ez a szócikk részben vagy egészben  a   Löwenhügel (Waterloo) című német Wikipédia-szócikk fordításán alapul.  Az eredeti cikk szerkesztőit annak laptörténete sorolja fel. Ez a jelzés csupán a megfogalmazás eredetét és a szerzői jogokat jelzi, nem szolgál a cikkben szereplő információk forrásmegjelöléseként.